# ユンナンキサン
ユンナンキサンは、インドイチイから単離されたジテルペノイド生理活性のあるタキサンである。ユンナンキサンは後にイチイとチュウゴクイチイの細胞を培養して合成された。構造が同じユンナンキサンのエステルがイチイ属から合成されている。試験管内では、ユンナンキサンが抗がん活性を示すことが分かっている。